# Andreaea mitchellii
Andreaea mitchellii är en bladmossart som beskrevs av Brotherus och Hugh Neville Dixon 1912. Andreaea mitchellii ingår i släktet sotmossor, och familjen Andreaeaceae. Inga underarter finns listade i Catalogue of Life.